# Gainesville (Alabama)
Gainesville és una població dels Estats Units a l'estat d'Alabama. Segons el cens del 2000 tenia 220 habitants.

## Demografia
Segons el cens del 2000, Gainesville tenia 220 habitants, 87 habitatges, i 58 famílies. La densitat de població era de 49,7 habitants/km².
Dels 87 habitatges en un 29,9% hi vivien nens de menys de 18 anys, en un 31% hi vivien parelles casades, en un 32,2% dones solteres, i en un 33,3% no eren unitats familiars. En el 33,3% dels habitatges hi vivien persones soles el 16,1% de les quals corresponia a persones de 65 anys o més que vivien soles. El nombre mitjà de persones vivint en cada habitatge era de 2,53 i el nombre mitjà de persones que vivien en cada família era de 3,28.
Per edats la població es repartia de la següent manera: un 32,3% tenia menys de 18 anys, un 9,1% entre 18 i 24, un 23,6% entre 25 i 44, un 14,5% de 45 a 60 i un 20,5% 65 anys o més.
L'edat mediana era de 37 anys. Per cada 100 dones hi havia 96,4 homes. Per cada 100 dones de 18 o més anys hi havia 93,5 homes.
La renda mediana per habitatge era de 10.938 $ i la renda mediana per família de 13.750 $. Els homes tenien una renda mediana de 25.625 $ mentre que les dones 15.625 $. La renda per capita de la població era de 16.176 $. Aproximadament el 60,4% de les famílies i el 70,1% de la població estaven per davall del llindar de pobresa.

## Poblacions més properes
El següent diagrama mostra les poblacions més properes.